# 镇川镇 (勉县)
镇川镇，是中华人民共和国陕西省汉中市勉县下辖的一个乡镇级行政单位。

## 行政区划
镇川镇下辖以下地区：
新春村、元庄村、安咀村、廖曹村、郭家坝村、柴付村、张家院村、红庙梁村、小河村和茅草梁村。